# Bapsko Polje
Bapsko Polje (cyr. Бапско Поље) – wieś w Serbii, w okręgu raskim, w mieście Kraljevo. W 2011 roku liczyła 248 mieszkańców.